# Ptyas mucosa
Espèce
Synonymes
- Coluber mucosus Linnaeus, 1758
- Coluber blumenbachii Merrem, 1820
- Leptophis trifrenatus Hallowell, 1861
- Ptyas mucosus maximus Deraniyagala, 1955

Ptyas mucosa  est une espèce de serpents de la famille des Colubridae.

## Répartition
Cette espèce se rencontre de l'Iran au Caucase russe, en République Populaire de Chine, à taiwan et aux îles de Java et Sumatra en Indonésie.

## Description

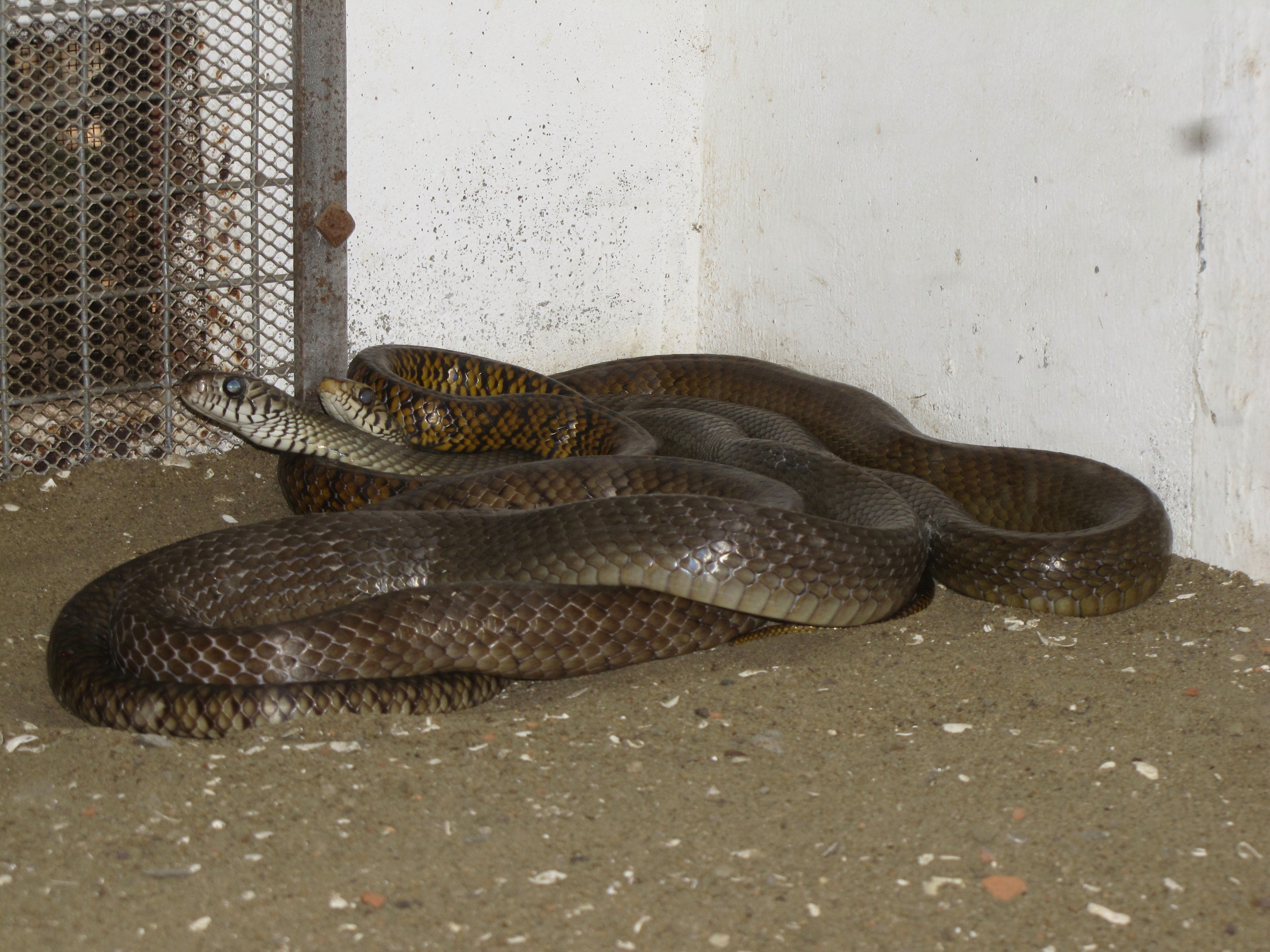

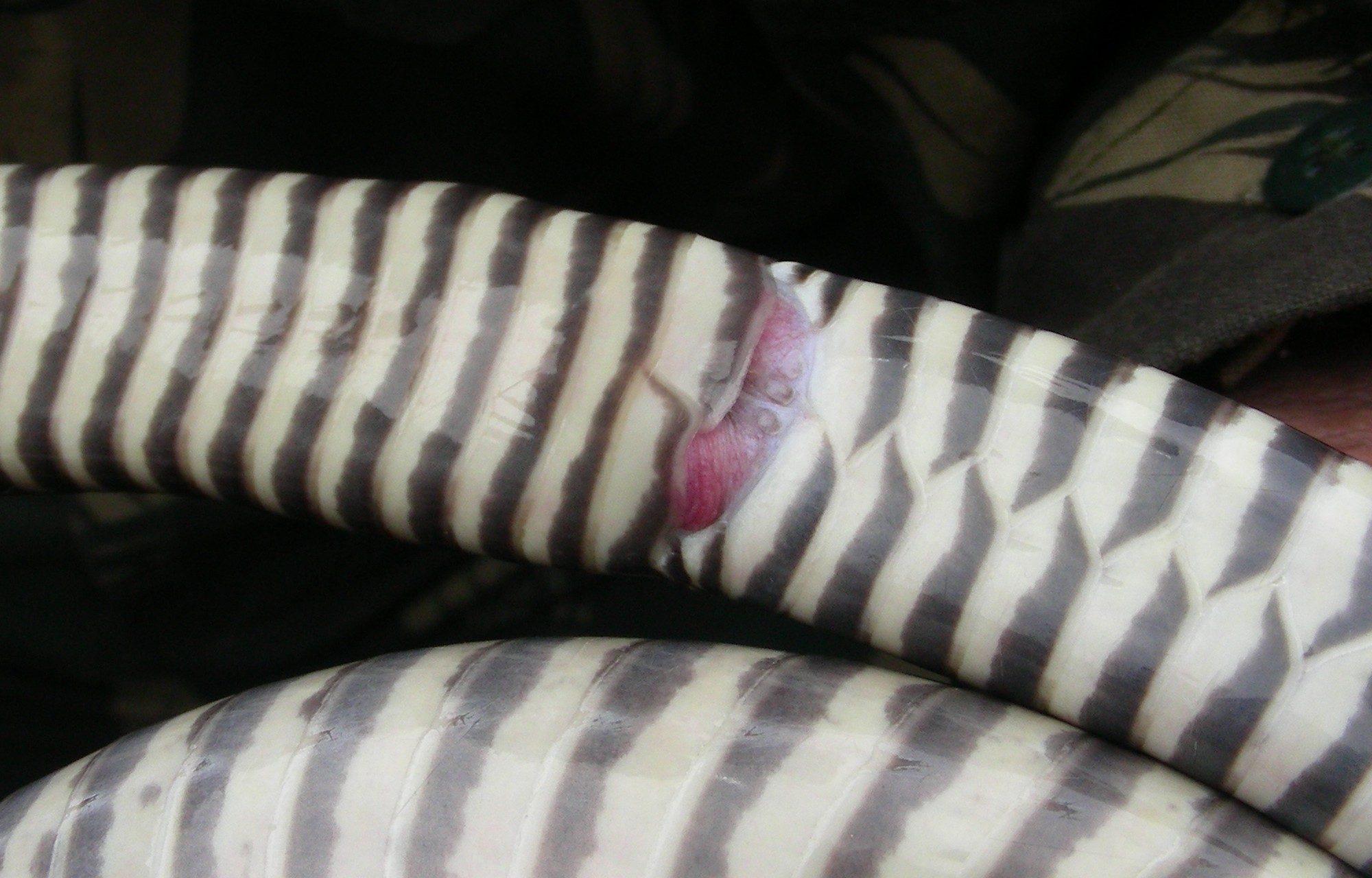

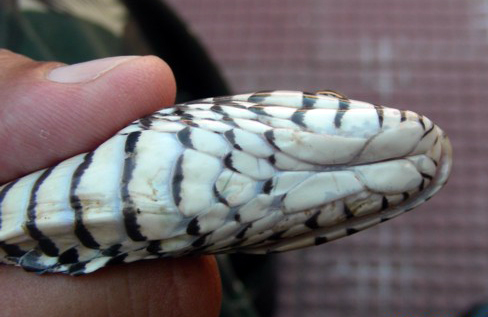

C'est un serpent ovipare qui peut mesurer jusqu'à 3,5 m.

## Publication originale
- Linnaeus, 1758 : Systema naturae per regna tria naturae, secundum classes, ordines, genera, species, cum characteribus, differentiis, synonymis, locis, ed. 10 (texte intégral).